# Nommay
Nommay is een gemeente in het Franse departement Doubs (regio Bourgogne-Franche-Comté). De plaats maakt deel uit van het arrondissement Montbéliard. Nommay telde op 1 januari 2022 1.601 inwoners en is bekend dankzij de Cyclocross Nommay.

## Geografie
De oppervlakte van Nommay bedraagt 3,19 vierkante kilometer; de bevolkingsdichtheid is 508 inwoners per km² (per 1 januari 2019).
De onderstaande kaart toont de ligging van Nommay met de belangrijkste infrastructuur en aangrenzende gemeenten.

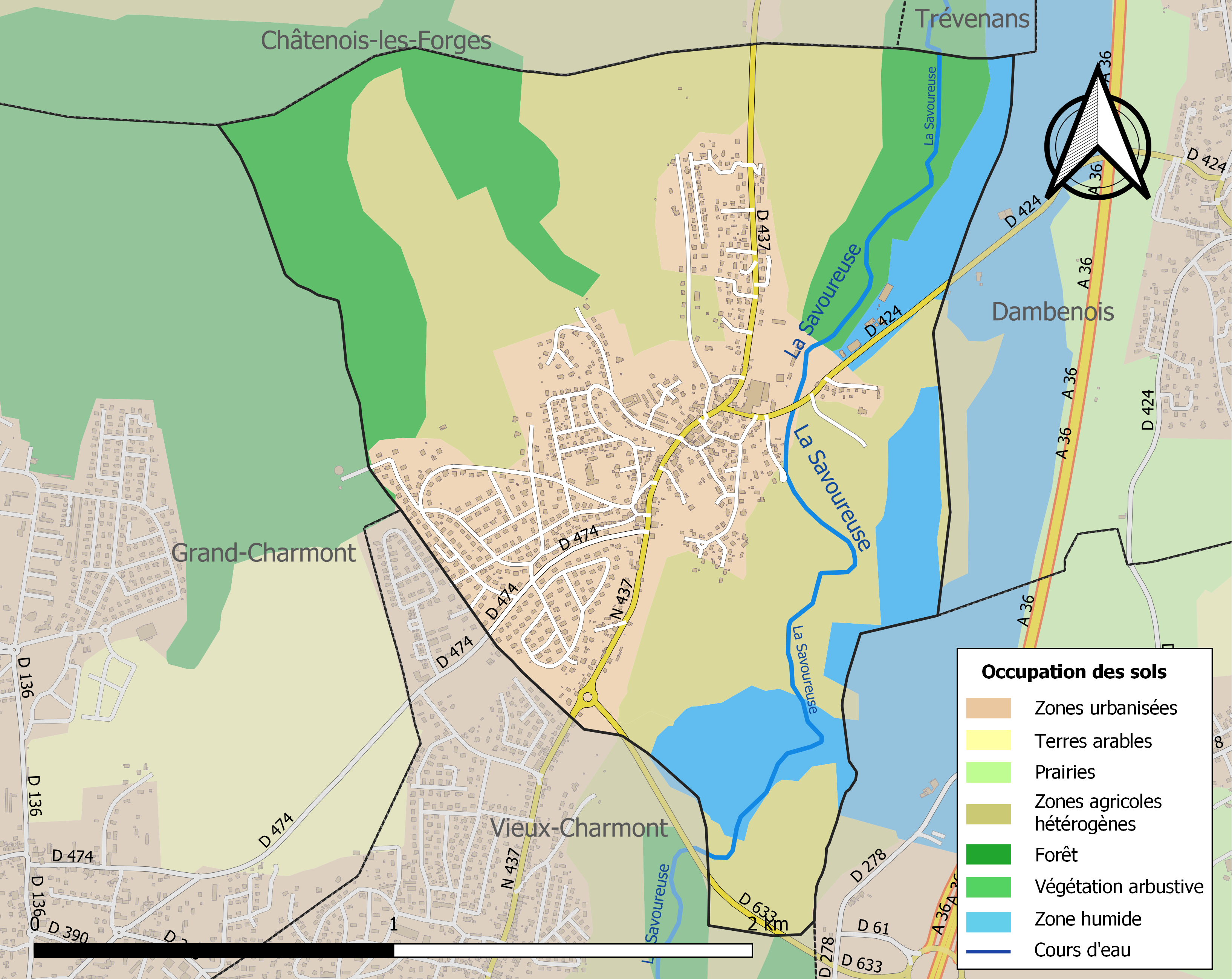

## Demografie
Onderstaande figuur toont het verloop van het inwonertal (bron: INSEE-tellingen).